# خلافکار (فیلم ۲۰۱۸)
خلافکار (به هندی: The Villain) فیلمی محصول سال ۲۰۱۸ و به کارگردانی پریم است. در این فیلم بازیگرانی همچون شیوا راجکومار، سودیپ، سریکا نات، ایمی جکسون، میتون چاکرابورتی، تیلاک شکار، سارانیا پونوانان ایفای نقش کرده‌اند.